# Indaeschna baluga
Indaeschna baluga – gatunek ważki z rodziny żagnicowatych (Aeshnidae). Endemit Filipin, stwierdzony wyłącznie na wyspie Luzon.